# Qurban Qurbanov
Qurban Qurbanov (ros. Гурбан Гурбанов, Gurban Gurbanow; ur. 13 kwietnia 1972) – azerski trener piłkarski i piłkarz grający na pozycji napastnika. Obecnie pełni funkcję trenera klubu Qarabağ Ağdam.

## Kariera sportowa
Qurbanov w reprezentacji swego kraju zadebiutował 17 września 1992 w meczu z Gruzją. Dla kadry narodowej rozegrał 68 meczów. Strzelił 14 goli, co jest najlepszym wynikiem w historii reprezentacji Azerbejdżanu.
Piłkarz jest wychowankiem klubu Daşqın Zaqatala. Jego kolejne drużyny w karierze to: Kür-Nur Mingeczaur, Mercchali Ozurgeti, Turan Tovuz, Neftçi Baku, Dinamo Stawropol, Bałtika Kaliningrad, Fakieł Woroneż i obecnie po raz kolejny Neftçi PFK.